# Пинкас, Алон
Алон Пинкас (ивр. אלון פינקס‎, род. 1961, Тель-Авив) — израильский дипломат и политик, генеральный консул Израиля в Нью-Йорке (2000—2004).
Вырос в Реховоте. С отличием окончил факультет политологии Еврейского университета в Иерусалиме. Позже, с отличием — Джорджтаунский университет по специальности государственное управление и политология.
Бывший военный корреспондент «Джерузалем Пост». Кадровый дипломат.
С 2000 по 2004 год служил генеральным консулом в Нью-Йорке, считается экспертом в американских делах.
Был дипломатическим советником бывших министров иностранных дел Шломо Бен-Ами, Давида Леви, политическим советником Шимона Переса во время его пребывания на посту министра иностранных дел с марта 2001 по ноябрь 2002 года и советником по внешнеполитическим вопросам Эхуда Барака, когда тот был премьер-министром Израиля.
В настоящее время работает аналитиком по международным делам Fox Broadcasting Company.